# Schweizer Cup (Fussball, Männer) 2015/16
Der 91. Schweizer Cup wurde vom 15. August 2015 bis 29. Mai 2016 ausgetragen. Titelverteidiger war der FC Sion, der im Halbfinal am FC Zürich scheiterte. Der FC Zürich gewann den Cup.

## Modus
Es wurden sechs Runden (1/32-, 1/16-, 1/8-, 1/4- und 1/2-Final, Final) gespielt.
Neun Vereine aus der Super League und sämtliche zehn Mannschaften der Challenge League waren direkt für den Schweizer Cup qualifiziert. Zudem hatten sich in Vorqualifikationen und Regionalausscheidungen 21 Vereine aus der Ersten Liga (9 Vereine aus der Promotion League und 12 Vereine aus der 1. Liga), 11 Vereine aus der 2. Liga interregional und 13 Vereine aus Amateurligen qualifiziert.
Mannschaften aus dem Fürstentum Liechtenstein sind nicht teilnahmeberechtigt, da die Liechtensteiner Clubs zwar am Schweizer Meisterschaftsbetrieb teilnehmen, aber im eigenständigen Liechtensteiner Cup starten. Dies betraf auch den Super-League-Club FC Vaduz. Sein Platz ging an die Erste Liga (Promotion League und 1. Liga). Zudem sind die U-21-Mannschaften aus der Promotion League nicht spielberechtigt, genauso wie sämtliche weiteren Reserve-Teams. Wenn ein Reserve-Team eine Regionalausscheidung gewonnen hat, bekommt die erste Mannschaft den Startplatz im Schweizer Cup zugesprochen, es sei denn, die erste Mannschaft sei schon für den Wettbewerb qualifiziert. Ist dies der Fall, erhält der Finalgegner der Regionalausscheidung den Startplatz.
Der Schweizer Cup wird im K.-o.-System ausgetragen. In der Regel wird jede Runde innert maximal drei Tagen ausgetragen. Die unterklassigen Mannschaften geniessen bis zur 3. Runde (Achtelfinals) das Heimrecht.
- 1. Runde (15. und 16. August 2015): 64 Teams, die Sieger waren für die 2. Runde qualifiziert.
- 2. Runde (18. – 20. September 2015): 32 Teams, die Sieger waren für die Achtelfinals qualifiziert.
- Achtelfinals (28. und 29. Oktober 2015): 16 Teams, die Sieger waren für die Viertelfinals qualifiziert.
- Viertelfinals (12. und 13. Dezember 2015): 8 Teams, die Sieger waren für die Halbfinals qualifiziert.
- Halbfinals (2. März 2016): 4 Teams, die Sieger qualifizierten sich für den Final.
- Final im Letzigrund Stadion in Zürich[2] (29. Mai 2016): Der Sieger gewann den 91. Schweizer Cup.[3]

Der Cupsieger erhielt das Startrecht in der Gruppenphase zur UEFA Europa League 2016/17. Wäre der Cupsieger bereits über die Super League für die UEFA Champions League oder deren Qualifikationsrunden qualifiziert gewesen, so wäre der Dritte der Super-League-Abschlusstabelle von der Qualifikation in die Gruppenphase gerückt und hätte der Fünfte als zusätzlicher Teilnehmer den freien Platz in der Qualifikation erhalten.

## Teilnehmende Mannschaften
Am Schweizer Cup nahmen insgesamt 64 Mannschaften teil.
| Raiffeisen Super League 9 Vereine der Saison 2015/16 | Brack.ch Challenge League 10 Vereine der Saison 2015/16 | Promotion League 9 Vereine der Saison 2015/16 | 1. Liga 12 Vereine der Saison 2015/16 | 2. Liga interregional 11 Vereine der Saison 2015/16 | tiefere Spielklassen 13 Vereine der Saison 2015/16 |
| FC Basel (BS) Grasshopper Club Zürich (ZH) FC Lugano (TI) FC Luzern (LU) FC Sion (VS) FC St. Gallen (SG) FC Thun (BE) BSC Young Boys (BE) FC Zürich (ZH) | FC Aarau (AG) FC Biel-Bienne (BE) FC Chiasso (TI) FC Lausanne-Sport (VD) FC Le Mont (VD) Neuchâtel Xamax (NE) FC Schaffhausen (SH) FC Winterthur (ZH) FC Wil (SG) FC Wohlen (AG) | Servette FC Genève (GE) FC Köniz (BE) FC Breitenrain (BE) SC YF Juventus (ZH) Stade Nyonnais (VD) SC Brühl St. Gallen (SG) BSC Old Boys Basel (BS) SC Cham (ZG) SC Kriens (LU) | SR Delémont (JU) FC Münsingen (BE) FC Martigny-Sports (VS) FC Azzurri 90 Lausanne (VD) FC Solothurn (SO) FC Bavois (VD) FC Wettswil-Bonstetten (ZH) FC Naters (VS) Zug 94 (ZG) FC La Chaux-de-Fonds (NE) SC Buochs (NW) FC United Zürich (ZH) | Meyrin FC (GE) FC Bulle (FR) AS Castello (TI) FC Dardania Lausanne (VD) SV Muttenz (BL) FC Konolfingen (BE) FC Red Star Zürich (ZH) AC Bellinzona (TI) FC Sierre (VS) FC Uzwil (SG) FC Tavannes-Tramelan (BE) | 2. Liga regional FC Arbon 05 (TG) FC Gontenschwil (AG) FC Brunnen (SZ) FC Pratteln (BL) FC Härkingen (SO) FC Matran (FR) FC Grand-Saconnex (GE) FC Ticino (NE) FC Pied du Jura (VD) FC Küsnacht (ZH) 3. Liga FC Länggasse (BE) FC Rheineck (SG) FC Hausen am Albis (ZH) |

## 1. Runde
In der ersten Runde können die Mannschaften aus der Super League und der Challenge League gemäss Reglement nicht aufeinandertreffen. Die Mannschaft aus der niedrigeren Liga erhält den Heimvorteil, bei zwei Mannschaften aus der gleichen Liga bekommt ihn die erstgezogene.
| Datum           |                              | Ergebnis                         |                               |
| --------------- | ---------------------------- | -------------------------------- | ----------------------------- |
| 15. August 2015 | FC Red Star Zürich (2. LI)   | 1:0 (0:0)                        | FC Naters (1. L)              |
| 15. August 2015 | FC Konolfingen (2. LI)       | 1:1 n. V. (0:0) (1:4 i. E.)      | FC Martigny-Sports (1. L)     |
| 15. August 2015 | FC Uzwil (2. LI)             | 0:0 n. V. (4:5 i. E.)            | FC Sierre (2. LI)             |
| 15. August 2015 | FC Pied du Jura (2. L)       | 1:3 (0:2)                        | FC Münsingen (1. L)           |
| 15. August 2015 | FC Bulle (2. LI)             | 2:1 (1:0)                        | FC Dardania Lausanne (2. LI)  |
| 15. August 2015 | AS Castello (2. LI)          | 0:2 (0:1)                        | FC Lugano (RSL)               |
| 15. August 2015 | SC Kriens (PL)               | 1:2 (0:1)                        | BSC Young Boys (RSL)          |
| 15. August 2015 | Meyrin FC (2. LI)            | 0:4 (0:1)                        | FC Basel (RSL)                |
| 15. August 2015 | FC Bavois (1. L)             | 1:3 (0:0)                        | FC Wil (CL)                   |
| 15. August 2015 | FC Hausen am Albis (3. L)    | 0:9 (0:3)                        | FC St. Gallen (RSL)           |
| 15. August 2015 | FC Küsnacht (2. L)           | 2:9 (1:3)                        | FC Wohlen (CL)                |
| 15. August 2015 | SC Buochs (1. L)             | 0:2 n. V.                        | FC Le Mont (CL)               |
| 15. August 2015 | FC Solothurn (1. L)          | 0:4 (0:2)                        | FC Thun (RSL)                 |
| 15. August 2015 | FC Länggasse (3. L)          | 1:2 (1:1)                        | FC Wettswil-Bonstetten (1. L) |
| 15. August 2015 | FC Rheineck (3. L)           | 1:7 (0:1)                        | FC Köniz (PL)                 |
| 15. August 2015 | FC La Chaux-de-Fonds (1. L)  | 3:1 n. V. (1:1, 1:1)             | Zug 94 (1. L)                 |
| 15. August 2015 | SV Pratteln (2. L)           | 2:3 (1:2)                        | SV Muttenz (2. LI)            |
| 16. August 2015 | SC Cham (PL)                 | 1:4 (1:0)                        | Grasshopper Club Zürich (RSL) |
| 16. August 2015 | FC Brunnen (2. L)            | 0:2 (0:1)                        | FC Sion (RSL)                 |
| 16. August 2015 | FC Härkingen (3. L)          | 0:4 (0:2)                        | FC Breitenrain (PL)           |
| 16. August 2015 | FC Tavannes/Tramelan (2. LI) | 1:6 (0:4)                        | FC Zürich (RSL)               |
| 16. August 2015 | FC Matran (2. L)             | 1:4 (0:2)                        | AC Bellinzona (2. LI)         |
| 16. August 2015 | Stade Nyonnais (PL)          | 2:2 n. V. (2:2, 2:2) (1:4 i. E.) | FC Chiasso (CL)               |
| 16. August 2015 | FC United Zürich (1. L)      | 0:5 (0:1)                        | FC Aarau (CL)                 |
| 16. August 2015 | Servette FC Genève (PL)      | 2:5 (0:3)                        | FC Luzern (RSL)               |
| 16. August 2015 | BSC Old Boys Basel (PL)      | 1:2 (1:0)                        | FC Schaffhausen (CL)          |
| 16. August 2015 | SR Delémont (1. L)           | 0:1 (0:0)                        | FC Winterthur (CL)            |
| 16. August 2015 | FC Grand-Saconnex (2. LI)    | 1:10 (1:3)                       | FC Biel-Bienne (CL)           |
| 16. August 2015 | FC Arbon 05 (2. L)           | 1:4 (1:1)                        | SC YF Juventus (PL)           |
| 16. August 2015 | FC Gontenschwil (2. L)       | 0:2 (0:0)                        | FC Azzurri 90 Lausanne (1. L) |
| 16. August 2015 | SC Brühl St. Gallen (PL)     | 1:5 (1:3)                        | Neuchâtel Xamax (CL)          |
| 16. August 2015 | FC Ticino (2. L)             | 0:3 (0:0)                        | FC Lausanne-Sport (CL)        |

## 2. Runde
In der zweiten Runde können die Mannschaften aus der Super League nicht aufeinandertreffen. Die Mannschaft aus der niedrigeren Liga erhält den Heimvorteil, bei zwei Mannschaften aus der gleichen Liga bekommt ihn die erstgezogene. Das Spiel SC YF Juventus Zürich gegen den FC Basel wurde aus sicherheitstechnischen Gründen im Basler St. Jakob Park ausgetragen, während der SC YF Juventus jedoch weiter als Heimteam geführt wurde.
| Datum              |                             | Ergebnis                         |                               |
| ------------------ | --------------------------- | -------------------------------- | ----------------------------- |
| 18. September 2015 | FC Lausanne-Sport (CL)      | 0:1 (0:0)                        | FC Thun (RSL)                 |
| 18. September 2015 | FC Köniz (PL)               | 3:1 (2:1)                        | Grasshopper Club Zürich (RSL) |
| 19. September 2015 | FC Red Star Zürich (2. LI)  | 1:1 n. V. (1:1, 0:0) (5:4 i. E.) | FC Azzurri 90 Lausanne (1. L) |
| 19. September 2015 | AC Bellinzona (2. LI)       | 2:3 n. V. (2:2, 0:2)             | FC Lugano (RSL)               |
| 19. September 2015 | FC La Chaux-de-Fonds (1. L) | 0:3 (0:0)                        | FC Aarau (CL)                 |
| 19. September 2015 | FC Schaffhausen (CL)        | 2:1 n. V. (1:1, 1:1)             | FC Wil (CL)                   |
| 19. September 2015 | FC Winterthur (CL)          | 1:1 n. V. (0:0) (5:4 i. E.)      | FC Biel-Bienne (CL)           |
| 19. September 2015 | FC Breitenrain (PL)         | 0:2 (0:2)                        | FC St. Gallen (RSL)           |
| 19. September 2015 | FC Sierre (2. LI)           | 0:3 (0:2)                        | FC Wettswil-Bonstetten (1. L) |
| 19. September 2015 | FC Wohlen (CL)              | 0:1 (0:0)                        | FC Zürich (RSL)               |
| 20. September 2015 | SC YF Juventus (PL)         | 1:4 (0:2)                        | FC Basel (RSL)                |
| 20. September 2015 | FC Martigny-Sports (1. L)   | 0:1 (0:0)                        | FC Le Mont (CL)               |
| 20. September 2015 | FC Münsingen (1. L)         | 0:2 (0:1)                        | FC Sion (RSL)                 |
| 20. September 2015 | Neuchâtel Xamax (CL)        | 2:4 (1:2)                        | FC Luzern (RSL)               |
| 20. September 2015 | FC Bulle (2. LI)            | 0:3 (0:1)                        | SV Muttenz (2. LI)            |
| 20. September 2015 | FC Chiasso (CL)             | 0:2 (0:1)                        | BSC Young Boys (RSL)          |

## Achtelfinal
Im Achtelfinal werden die Partien ohne Bedingungen gezogen, d. h. jede Mannschaft kann auf jede andere Mannschaft treffen. Die Mannschaft aus der niedrigeren Liga erhält das Heimrecht, bei zwei Mannschaften aus der gleichen Liga bekommt es die erstgezogene.
| Datum            |                               | Ergebnis             |                 |
| ---------------- | ----------------------------- | -------------------- | --------------- |
| 28. Oktober 2015 | FC Red Star Zürich (2. LI)    | 1:2 (0:1)            | FC Köniz (PL)   |
| 28. Oktober 2015 | FC Wettswil-Bonstetten (1. L) | 1:2 (1:2)            | FC Thun (RSL)   |
| 28. Oktober 2015 | SV Muttenz (2. LI)            | 1:5 (0:2)            | FC Basel (RSL)  |
| 28. Oktober 2015 | FC St. Gallen (RSL)           | 2:3 (1:3)            | FC Luzern (RSL) |
| 29. Oktober 2015 | FC Aarau (CL)                 | 2:0 (1:0)            | FC Le Mont (CL) |
| 29. Oktober 2015 | FC Winterthur (CL)            | 0:2 (0:1)            | FC Lugano (RSL) |
| 29. Oktober 2015 | FC Schaffhausen (CL)          | 2:3 n. V. (2:2, 0:0) | FC Sion (RSL)   |
| 29. Oktober 2015 | BSC Young Boys (RSL)          | 1:3 (0:0)            | FC Zürich (RSL) |

## Viertelfinal
Auch im Viertelfinal werden die Partien ohne Bedingungen gezogen, d. h. jede Mannschaft kann auf jede andere Mannschaft treffen. Heimrecht hat im Viertel- und im Halbfinal die erstgezogene Mannschaft. Die Spielpaarungen wurden am 1. November 2015 in der Sendung Sportpanorama auf SRF 2 durch Motorradrennfahrer Tom Lüthi ausgelost.
| Datum                        |                 | Ergebnis                         |                 |
| ---------------------------- | --------------- | -------------------------------- | --------------- |
| 12. Dezember 2015, 18:00 Uhr | FC Aarau (CL)   | 3:4 (1:1)                        | FC Luzern (RSL) |
| 12. Dezember 2015, 18:30 Uhr | FC Thun (RSL)   | 1:4 (1:0)                        | FC Zürich (RSL) |
| 13. Dezember 2015, 14:30 Uhr | FC Lugano (RSL) | 2:0 n. V.                        | FC Köniz (PL)   |
| 13. Dezember 2015, 15:30 Uhr | FC Sion (RSL)   | 2:2 n. V. (2:2, 1:0) (6:5 i. E.) | FC Basel (RSL)  |

## Halbfinal
Die Spielpaarungen wurden am 13. Dezember 2015 in der Sendung Sportpanorama auf SRF 2 durch die Tennisspielerin Martina Hingis ausgelost.
| Datum                   |                 | Ergebnis  |                 |
| ----------------------- | --------------- | --------- | --------------- |
| 2. März 2016, 19:00 Uhr | FC Luzern (RSL) | 1:2 (1:1) | FC Lugano (RSL) |
| 2. März 2016, 20:45 Uhr | FC Sion (RSL)   | 0:3 (0:2) | FC Zürich (RSL) |

## Final
Das Final fand am Sonntag, 29. Mai 2016, im Letzigrund-Stadion in Zürich statt.
| Paarung        | FC Lugano – FC Zürich |
| Ergebnis       | 0:1 (0:1) |
| Datum          | 29. Mai 2016 um 16:15 Uhr |
| Stadion        | Letzigrund, Zürich |
| Zuschauer      | 21'500 |
| Schiedsrichter | Alain Bieri |
| Tore           | 0:1 Sangoné Sarr (41.) |
| FC Lugano      | Mirko Salvi – Frédéric Veseli, Niko Datković, Orlando Urbano, Goran Jozinović – Jonathan Sabbatini (60. Domen Crnigoj), Marco Piccinocchi, Antoine Rey – Ezgjan Alioski (56. Matteo Tosetti), Anastasios Donis (70. Karim Rossi), Mattia Bottani Cheftrainer: Zdeněk Zeman |
| FC Zürich      | Anthony Favre – Burim Kukeli (20. Anto Grgić), Alain Nef, Ivan Kecojević – Philippe Koch, Sangoné Sarr, Gilles Yapi (52. Cabral), Vinícius de Freitas Ribeiro – Oliver Buff (74. Davide Chiumiento), Alexander Kerschakow, Kevin Bua Cheftrainer: Uli Forte                |

## Torschützenliste
In der nachfolgenden Tabelle sind die besten Torschützen des Schweizer Cups 2015/16 aufgeführt. Sie sind zunächst nach Anzahl ihrer Treffer, bei gleicher Torzahl alphabetisch sortiert.
| Pl. | Name             | Team                    | Tore |
| --- | ---------------- | ----------------------- | ---- |
| 1.  | Marco Schneuwly  | FC Luzern               | 6    |
| 2.  | Altin Osmani     | FC Köniz                | 5    |
| 3.  | Anastasios Donis | FC Lugano               | 4    |
| 3.  | Benjamin Kololli | FC Biel-Bienne          | 4    |
| 3.  | Ridge Munsy      | FC Thun                 | 4    |
| 3.  | Kwang-Ryong Pak  | FC Biel-Bienne          | 4    |
| 7.  | Albian Ajeti     | FC Basel                | 3    |
| 7.  | Munas Dabbur     | Grasshopper Club Zürich | 3    |
| 7.  | Matías Delgado   | FC Basel                | 3    |
| 7.  | Shkelzen Gashi   | FC Basel                | 3    |
| 7.  | Alexander Gerndt | BSC Young Boys          | 3    |
| 7.  | Jahmir Hyka      | FC Luzern               | 3    |
| 7.  | Gastón Magnetti  | AC Bellinzona           | 3    |
| 7.  | Samir Ramizi     | FC Wohlen               | 3    |
| 7.  | Armando Sadiku   | FC Zürich               | 3    |
| 7.  | André Santos     | FC Wil                  | 3    |
| 7.  | Marvin Spielmann | FC Aarau                | 3    |
| 7.  | Yannis Tafer     | FC St. Gallen           | 3    |